# Lucia Moholy

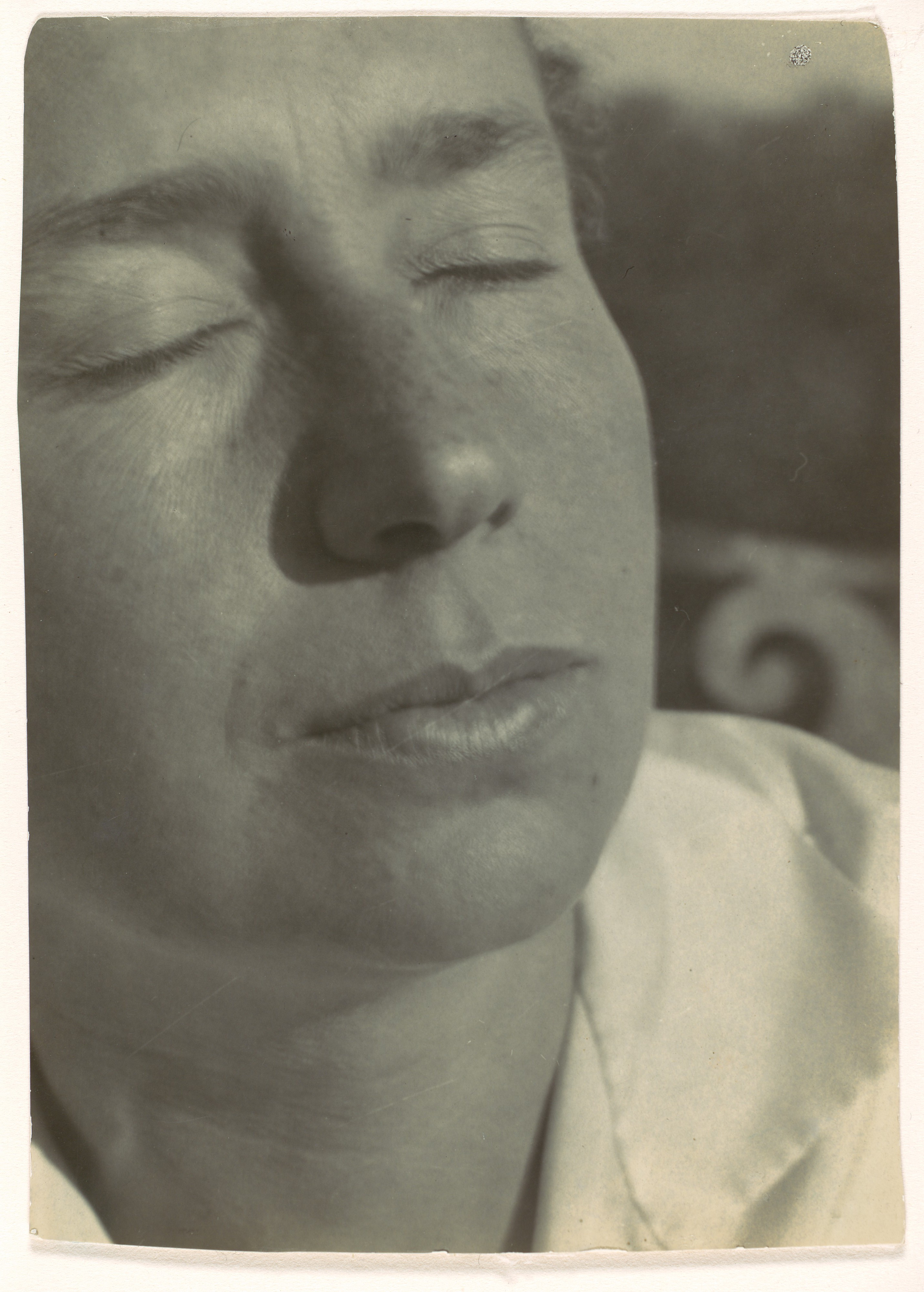
László Moholy-Nagy: Lucia Moholy, 1920er Jahre

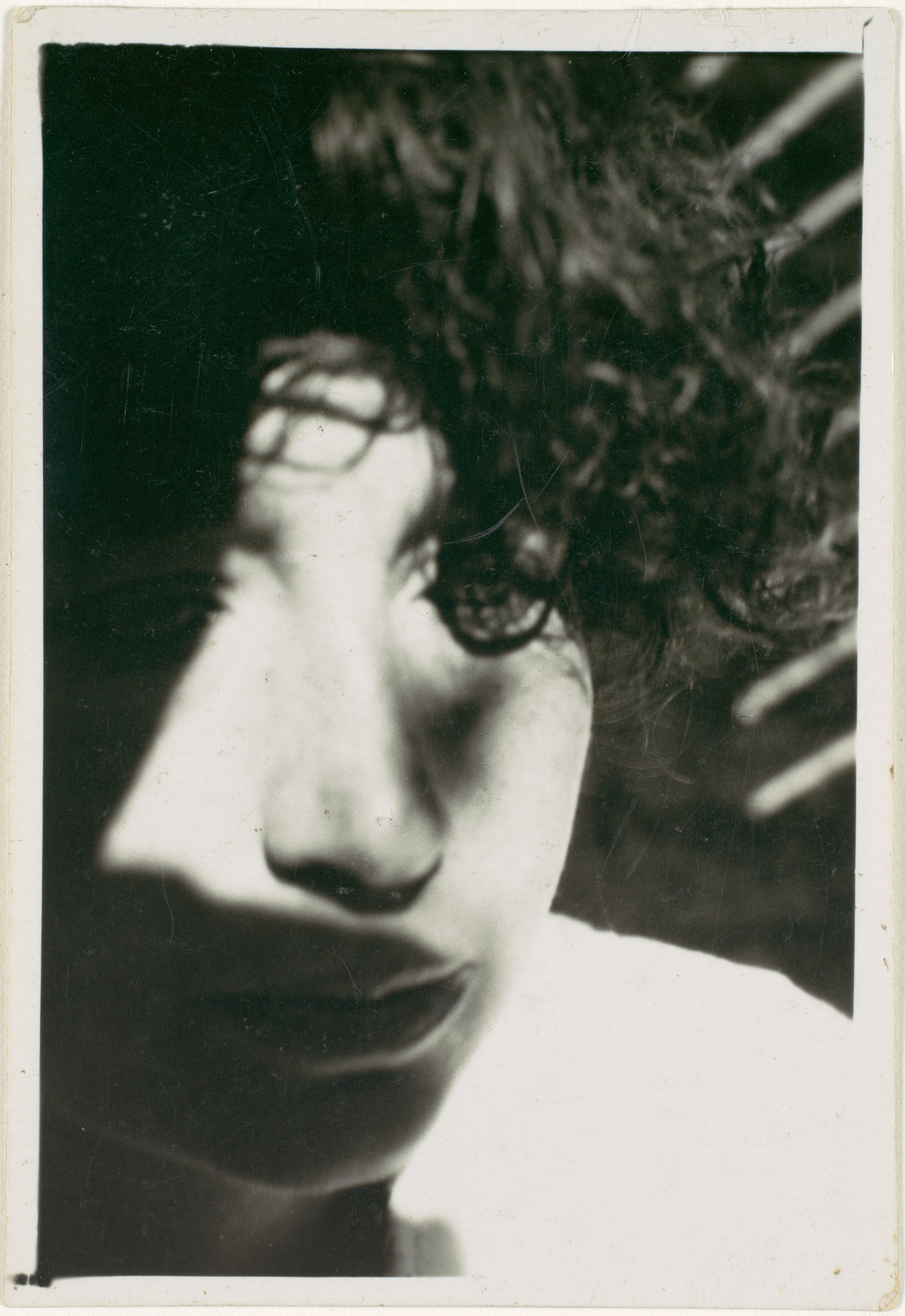
Lucia Moholy, Fotografie von László Moholy-Nagy, zwischen 1924 und 1928

Lucia Moholy, auch Lucia Moholy-Nagy, geborene Schulz, Pseudonym: Ulrich Steffen (geboren 18. Januar 1894 in Prag, Österreich-Ungarn; gestorben 17. Mai 1989 in Zürich) war eine Fotografin und Dozentin. Sie wurde insbesondere durch ihre Bauhaus-Fotografien bekannt, mit denen sie zur Entwicklung der fotografischen Moderne beitrug.

## Leben und Werk
Lucia Moholy wuchs als Tochter eines Rechtsanwalts im Prager Vorort Karolinenthal auf. Obgleich sie laut Geburtsurkunde mosaischen Glaubens war, wurde sie eher atheistisch erzogen. 1910 bestand sie die Matura und war nach einem Studium der Philosophie, Philologie und Kunstgeschichte in Prag als Redakteurin und Lektorin tätig. Ab 1918 arbeitete sie nacheinander für den Kurt Wolff Verlag, den Hyperion Verlag und den Rowohlt Verlag, in dem sie 1920 als Lektorin angestellt war. Die Sommer der Jahre 1918 und 1919 verbrachte sie auf Heinrich Vogelers „Barkenhoff“ in Worpswede, wo erste Fotografien entstanden. Unter dem Pseudonym Ulrich Steffen veröffentlichte sie expressionistische Literatur.
1921 heiratete sie in Berlin den Maler und Fotografen László Moholy-Nagy, mit dem sie von 1923 bis 1928 am Bauhaus in Weimar und Dessau tätig war. 1923/1924 absolvierte sie ein Fotografie-Praktikum und nahm Fotografie-Unterricht in Leipzig.
Als László Moholy-Nagy 1923 Nachfolger von Johannes Itten im Bauhaus wurde, konnte man in Weimar – wie später in Dessau – nicht Fotografie studieren. Eine eigene Abteilung wurde erst 1929 eingerichtet. Dennoch waren die fünf Jahre, die Moholy-Nagy als Meister am Bauhaus tätig war, für die Entwicklung der fotografischen Moderne entscheidend. Während er Experimente mit der kameralosen Fotografie, den von ihm so benannten Fotogrammen machte, als Fotopublizist auftrat und mit Malerei Photographie Film 1925 ein Manifest des Neuen Sehens vorlegte, blieb Moholy als stillschweigende Mit-Autorin im Hintergrund. Mehrere Jahrzehnte später schrieb sie in einem kleinen Erinnerungsbuch von einer „symbiotischen Arbeitsgemeinschaft“. 1930 illustrierte Walter Gropius sein Buch Bauhausbauten in Dessau mit ihren Aufnahmen. Nach der 1938 von Gropius am New Yorker Museum of Modern Art kuratierten Ausstellung wurden ihre Bilder immer wieder gedruckt. Moholy konnte Gropius jedoch erst nach einer langwierigen juristischen Auseinandersetzung in den 1950er Jahren dazu bewegen, ihr einen kleinen Teil ihres Negativarchivs (500 bis 600 Glasnegative) zurückzugeben.
Gemeinsam mit ihrem Mann ging Lucia Moholy 1928 nach Berlin, wo sie von 1929 bis 1931 Fotografie an Johannes Ittens privater Kunstschule lehrte. Ab 1929 lebte sie mit Theodor Neubauer zusammen, einem kommunistischen Reichstagsabgeordneten und  Widerstandskämpfer gegen den Nationalsozialismus. Nach dessen Verhaftung im August 1933 floh Lucia Moholy, auch da sie wegen ihrer jüdischen Abstammung bedroht war, über Paris nach London. Dort arbeitete sie als Dozentin für Fotografie und Fotografin, ab 1940 an wissenschaftlichen Dokumentationen. Nach dem Krieg war sie in Prag und bis 1957 in Nationalbibliotheken des Nahen und Mittleren Ostens im Auftrag der UNO tätig.
Nach einem einjährigen Aufenthalt in Berlin ließ sich Lucia Moholy 1959 in Zollikon (Schweiz) nieder, wo sie biografische Sammlungen herausgab und als freie Korrespondentin für Kunstzeitschriften arbeitete. Die Wiederentdeckung des Bauhauses, über das sie ab 1946 regelmäßig berichtete, begleitete sie eher kritisch, was ihrer Wiederentdeckung als Fotografin, Theoretikerin und Zeitzeugin nicht förderlich war.

## Ausstellungen
Das Kölner Museum Ludwig würdigte Lucia Moholy 2019/2020 mit der Einzelausstellung „Lucia Moholy – Fotogeschichte schreiben“. Neben ihren fotografischen Werken wurden auch Briefe aus dem Archiv des Museum präsentiert, die einen regen Austausch zwischen Moholy und dem Fotosammler und -historiker Erich Stenger belegen. Zur Ausstellung erschien 2019 ein Katalog (siehe Literatur).
Das Bröhan-Museum – Berliner Landesmuseum für Jugendstil, Art Deco und Funktionalismus – widmete sich mit der Ausstellung „Lucia Moholy – Das Bild der Moderne“ dem Gesamtwerk der Künstlerin und verfolgte dabei das Anliegen, Lucia Moholy „als eigenständige Künstlerin“ in Erscheinung und damit aus dem „Schatten von László Moholy-Nagy“ treten zu lassen. „Obwohl sie nicht am Bauhaus beschäftigt war, hat sie mit ihren Fotos maßgeblich dazu beigetragen, dass das Bauhaus bekannt und berühmt wurde.“ Die Ausstellung, die von Oktober 2022 bis Februar 2023 dort zu sehen war, verdeutlichte dem Publikum, warum Walter Gropius von dieser Berühmtheit profitierte, nicht aber Lucia Moholy. Nach deren Flucht aus dem Deutschen Reich im Sommer 1933 brachte Walter Gropius die Negativsammlung von Moholy in seinen Besitz, „verheimlichte ihr dies und ließ sie in dem Glauben, die Negative seien einem Bombenangriff zum Opfer gefallen. Ohne Rücksprache ließ er zahllose Abzüge fertigen und publizieren.“ Ihren Namen als Urheberin nannte er nicht. Erst nach einem Rechtsstreit in den 1950er-Jahren „übergab er einen Teil der Negative an Lucia Moholy. Von den insgesamt 560 am Bauhaus entstandenen Aufnahmen fehlen bis heute 330 Glasnegative.“ Zur Ausstellung erschien 2022 ein Katalog (siehe im Abschnitt Literatur).
Im Jahr 2024 widmete ihr die Kunsthalle Praha die Retrospektive Lucia Moholy: Exposures.

## Schriften
- A Hundred Years of Photography 1839–1939 (= A pelican special. S35). Penguin Books, Harmondsworth, Middlesex 1939, OCLC 828405779,[8].
  - A hundred years of photography 1839–1939 = Hundert Jahre Fotografie 1839–1939 (= Bauhäusler. Dokumente aus dem Bauhaus-Archiv. Band 4). Übersetzung aus dem Englischen von Sonja Knecht. Bauhaus-Archiv, Museum für Gestaltung, Berlin 2016, ISBN 978-3-922613-58-9 (englisch, deutsch).

## Film
- Lucia Moholy – Die Bauhaus-Fotografin. Dokumentarfilm von Sigrid Faltin, 2024, Erstausstrahlung 16. Februar 2025 bei SRF, Anfang April 2025 auf ARTE (arte.tv)